# Mountainbike-Marathon-Weltmeisterschaften 2024
Die Mountainbike-Marathon-Weltmeisterschaften 2024 fanden am 22. September im US-amerikanischen Wintersportgebiet Snowshoe Mountain statt.
Männer und Frauen fuhren dieselbe Strecke über 104 km und knapp 2.000 Höhenmeter, die in Snowshoe begann und endete. Die Strecke führte nach Nordosten Richtung Cheat Bridge und wieder zurück. 27 Nationen beteiligten sich an den Wettkämpfen.

## Männer
| Platz | Land | Name                | Zeit       |
| ----- | ---- | ------------------- | ---------- |
| 1     | DEN  | Simon Andreassen    | 4:33:08 h  |
| 2     | USA  | Christopher Blevins | + 0:10 min |
| 3     | ESP  | David Valero        | + 0:12 min |
| 4     | GER  | Andreas Seewald     | + 0:18 min |
| 5     | FRA  | Victor Koretzky     | + 1:10 min |
| 6     | CZE  | Martin Stošek       | + 3:14 min |
| 7     | ITA  | Gioele De Cosmo     | + 4:25 min |
| 8     | GER  | Simon Stiebjahn     | + 4:30 min |
| 9     | USA  | Cole Patton         | + 4:31 min |
| 10    | ITA  | Samuele Porro       | + 4:34 min |

Insgesamt gingen 84 Teilnehmer an den Start, von denen 5 unterwegs aufgaben. Gegen Ende des Rennens setzten sich vier Fahrer ab, die die Medaillen unter sich ausmachten, Simon Andreassen konnte sich durchsetzen.
Bester Schweizer Fahrer war Casey South auf dem 11. Platz; insgesamt waren sechs Deutsche und Schweizer unter den Rängen 11 bis 20. Österreichische Fahrer waren nicht am Start.

## Frauen
| Platz | Land | Name                  | Zeit        |
| ----- | ---- | --------------------- | ----------- |
| 1     | AUT  | Mona Mitterwallner    | 5:15:06 h   |
| 2     | SUI  | Sina Frei             | + 0:26 min  |
| 3     | RSA  | Candice Lill          | + 1:09 min  |
| 4     | SUI  | Jolanda Neff          | + 5:09 min  |
| 5     | AUT  | Laura Stigger         | + 11:12 min |
| 6     | ARG  | Sofía Gómez Villafañe | + 15:57 min |
| 7     | NAM  | Vera Looser           | + 16:28 min |
| 8     | NED  | Tessa Kortekaas       | + 16:30 min |
| 9     | USA  | Alexis Skarda         | + 21:00 min |
| 10    | NED  | Rosa van Doorn        | + 21:22 min |

Es gab 45 Starterinnen, von denen 33 platziert wurden; die übrigen gaben auf oder kamen außerhalb des Zeitlimits ins Ziel. Mona Mitterwallner verteidigte erfolgreich ihren Titel aus dem Vorjahr.
Als einzige deutsche Fahrerin konnte Stefanie Walter das Rennen erfolgreich abschließen, und zwar auf dem 28. Platz.